# Frédéric Mainguenaud
Frédéric Mainguenaud (Niort, 10 de juliol de 1974) va ser un ciclista francès professional de 2000 a 2005.

## Palmarès
- 1995
  - 1r al Circuit dels vins del Blayais
- 1999
  - 1r a la Bordeus-Saintes
- 2003
  - Vencedor d'una etapa al Tour del Llemosí
- 2004
  - 1r al Trophée des Champions
  - 1r al Gran Premi de Buxerolles
  - 1r al Gran Premi dels Flandes francesos

### Resultats al Giro d'Itàlia
- 2001. Abandona (20a etapa)